# Alice Walker
Alice Malsenior Walker (ur. 9 lutego 1944 w Eatonton) – pisarka amerykańska pochodzenia afrykańskiego, czirokeskiego i szkocko-irlandzkiego, aktywistka i feministka.
Urodziła się w Eatonton w Georgii. Jej powieść Kolor purpury (The Color Purple) zdobyła Nagrodę Pulitzera oraz National Book Award.
Walker była również redaktorką Ms. Magazine. Jej artykuł z 1975 roku przyczynił się do ponownego zainteresowania twórczością innej czarnoskórej pisarki Zory Neale Hurston.
Walker jest również aktywistką polityczną. W 1996 skierowała do prezydenta Billa Clintona protest w sprawie embargo nałożonego na Kubę. Jest wegetarianką.

## Wybrane prace
- Once (wiersze)
- The Third Life of Grange Copeland
- In Love & Trouble: Stories of Black Women
- Revolutionary Petunias & Other Poems
- Meridian
- Good Night, Willie Lee, I'll See You in the Morning
- You Can't Keep a Good Woman Down: Stories
- Kolor purpury (The Color Purple; tłum. Michał Kłobukowski, 1992, 2003, 2011)
- In Search of Our Mothers' Gardens: Womanist Prose
- Horses Make a Landscape Look More Beautiful
- To Hell With Dying
- Living by the Word
- The Temple of My Familiar
- Finding the Green Stone
- Her Blue Body Everything We Know: Earthling Poems
- Possessing the Secret of Joy
- Warrior Marks
- The Same River Twice: Honoring the Difficult
- Anything We Love Can Be Saved: A Writer's Activism
- By the Light of My Father's Smile
- The Way Forward Is With a Broken Heart